# Mistrzostwa Świata w Wioślarstwie 2014

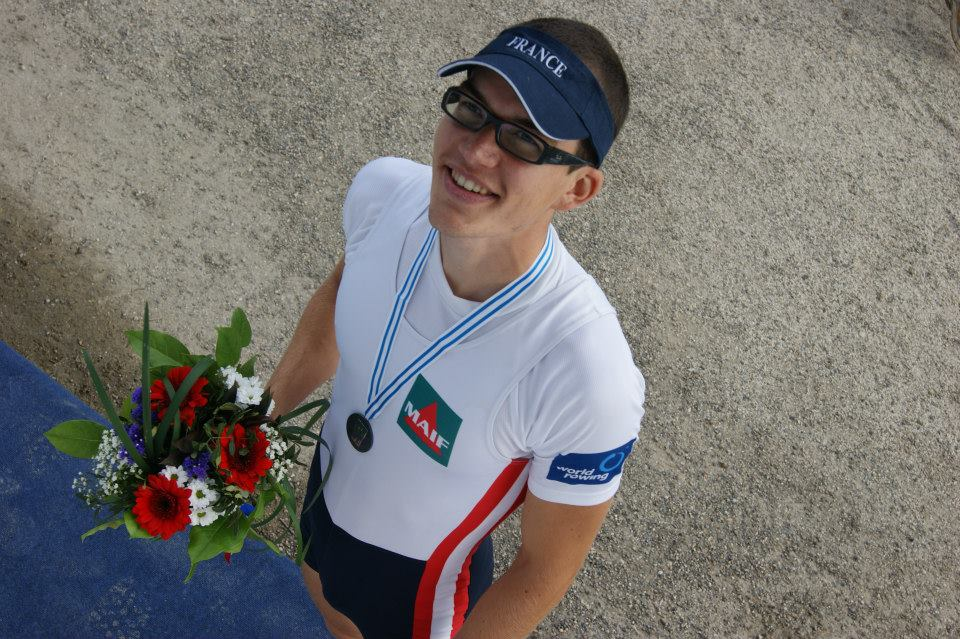
Augustin Mouterde podczas Mistrzostw Świata w Wioślarstwie, Amsterdam 2014

Mistrzostwa Świata w Wioślarstwie 2014 – 44. edycja mistrzostw świata w wioślarstwie, które odbywały się między 24 a 31 sierpnia 2014 w Amsterdamie. Zawody były rozgrywane na jeziorze Bosbaan. Mistrzostwa organizowała Międzynarodowa Federacja Wioślarska. Miasto to, po raz drugi było organizatorem mistrzostw świata.

## Medaliści

### Mężczyźni
| Konkurencja | Złoto | Złoto        | Srebro | Srebro  | Brąz | Brąz    |
| Konkurencja | Zawodnik | Czas         | Zawodnik | Czas    | Zawodnik | Czas    |
| M1x         | Ondřej Synek | 6:37,12      | Mahé Drysdale | 6:37,85 | Ángel Fournier | 6:44,31 |
| M2x         | Chorwacja Martin Sinković · Valent Sinković | 6:00,52      | Włochy Romano Battisti · Francesco Fossi | 6:04,42 | Australia James McRae · Alexander Belonogoff | 6:04,43 |
| M4x         | Ukraina Dmytro Mikhay · Artem Morozow · Ołeksandr Nadtoka · Iwan Dowhod´ko | 5:32,26 (WB) | Wielka Brytania Graeme Thomas · Sam Townsend · Charles Cousins · Peter Lambert                                                                                         | 5:32,35 | Niemcy Karl Schulze · Tim Grohmann · Kai Fuhrmann · Philipp Wende | 5:36,97 |
| M2–         | Nowa Zelandia Eric Murray · Hamish Bond | 6:09,34      | Wielka Brytania James Foad · Matthew Langridge | 6:13,74 | Południowa Afryka Vincent Breet · Shaun Keeling | 6:16,85 |
| M4–         | Wielka Brytania Alex Gregory · Mohamed Sbihi · George Nash · Andrew Triggs Hodge                                                                                              | 5:40,24      | Stany Zjednoczone Grant James · Michael Gennaro · Henrik Rummel · Seth Weil                                                                                            | 5:42,90 | Australia Fergus Pragnell · Joshua Dunkley-Smith · Spencer Turrin · Alexander Lloyd                                                                                                | 5:43,47 |
| M2+         | Nowa Zelandia Eric Murray · Hamish Bond · Caleb Shepherd | 6:33,26 (WB) | Wielka Brytania Alan Sinclair · Scott Durant · Henry Fieldman | 6:43,45 | Niemcy Peter Kluge · Alexander Egler · Jonas Wiesen | 6:45,85 |
| M8+         | Wielka Brytania Nathaniel Reilly-O’Donnell · Matthew Tarrant · William Satch · Matthew Gotrel · Peter Reed · Paul Bennett · Tom Ransley · Constantine Louloudis · Phelan Hill | 5:24,11      | Niemcy Max Planer · Malte Jakschik · Andreas Kuffner · Felix Drahotta · Richard Schmidt · Eric Johannesen · Maximilian Reinelt · Felix Wimberger · Martin Sauer        | 5:24,77 | Polska Zbigniew Schodowski · Mateusz Wilangowski · Marcin Brzeziński · Robert Fuchs · Krystian Aranowski · Michał Szpakowski · Mikołaj Burda · Piotr Juszczak · Daniel Trojanowski | 5:26,90 |
| LM1x        | Marcello Miani | 6:43,37 (WB) | Lars Hartig | 6:46,73 | Michael Schmid | 6:50,88 |
| LM2x        | Południowa Afryka James Thompson · John Smith | 6:05,36 (WB) | Francja Stany Delayre · Jérémie Azou | 6:05,45 | Norwegia Kristoffer Brun · Are Strandli | 6:05,79 |
| LM4x        | Grecja Jeorjos Konsolas · Spyridon Giannaros · Panajotis Magdanis · Eleftherios Konsolas                                                                                      | 5:42,75 (WB) | Niemcy Daniel Lawitzke · Max Röger · Jost Schömann-Finck · Konstantin Steinhübel                                                                                       | 5:45,65 | Chiny Li Hui · Tian Bin · Wang Tiexin · Dong Tianfeng | 5:46,69 |
| LM2–        | Szwajcaria Simon Niepmann · Lucas Tramer | 6:22,91 (WB) | Francja Augustin Mouterde · Thomas Baroukh | 6:25,02 | Wielka Brytania Sam Scrimgeour · Jonathan Clegg · Jonas Wiesen | 6:25,48 |
| LM4–        | Dania Kasper Winther Jørgensen · Jacob Larsen · Jacob Barsøe · Morten Jørgensen                                                                                               | 5:47,15      | Nowa Zelandia James Hunter · Alistair Bond · Peter Taylor · Curtis Rapley                                                                                              | 5:48,76 | Wielka Brytania Mark Aldred · Peter Chambers · Richard Chambers · Chris Bartley | 5:49,58 |
| LM8+        | Niemcy Tobias Franzmann · Simon Barr · Torben Naumann · Stefan Wallat · Daniel Wisgott · Jonas Kilthau · Sven Kessler · Can Temel · Frederik Böhm                             | 5:31,29      | Włochy Luca De Maria · Vincenzo Serpico · Jiří Vlček · Leone Barbaro · Livio La Padula · Armando Dell’Aquila · Guido Gravina · Giorgio Tuccinardi · Gianluca Barattolo | 5:33,87 | Turcja Mert Kaan Kartal · Bayram Sönmez · Ahmet Yumrukaya · Cem Yılmaz · Burak Ozdemir · Engin Ozkan · Huseyin Kandemir · Dogsah Boluk · Kaan Şahin                                | 5:34,20 |

### Kobiety
| Konkurencja | Złoto | Złoto        | Srebro | Srebro  | Brąz | Brąz    |
| Konkurencja | Zawodniczka | Czas         | Zawodniczka | Czas    | Zawodniczka | Czas    |
| W1x         | Emma Twigg | 7:14,95      | Kim Crow | 7:17,33 | Duan Jingli | 7:22,57 |
| W2x         | Nowa Zelandia Fiona Bourke · Zoe Stevenson | 6:38,04      | Polska Magdalena Fularczyk · Natalia Madaj | 6:39,36 | Australia Olympia Aldersey · Sally Kehoe                                                                        | 6:41,71 |
| W4x         | Niemcy Annekatrin Thiele · Carina Bär · Julia Lier · Lisa Schmidla                                                                                                   | 6:06,84 (WB) | Chiny Jiang Yan · Shen Xiaoxing · Lü Yang · Zhang Xinyue | 6:10,51 | Stany Zjednoczone Grace Latz · Tracy Eisser · Olivia Coffey · Felice Mueller                                    | 6:12,03 |
| W2–         | Wielka Brytania Helen Glover · Heather Stanning | 6:50,61 (WB) | Stany Zjednoczone Megan Kalmoe · Kerry Simmonds | 6:52,87 | Nowa Zelandia Louise Trappitt · Rebecca Scown                                                                   | 6:54,79 |
| W4–         | Nowa Zelandia Kayla Pratt · Kelsey Bevan · Grace Prendergast · Kerri Gowler                                                                                          | 6:14,36 (WB) | Stany Zjednoczone Zsuzsanna Francia · Emily Regan · Tessa Gobbo · Adrienne Martelli                                                                                        | 6:20,69 | Chiny He Sihui · Miao Tian · Zhang Min · Zhang Huan                                                             | 6:23,31 |
| W8+         | Stany Zjednoczone Victoria Opitz · Meghan Musnicki · Amanda Polk · Lauren Schmetterling · Grace Luczak · Caroline Lind · Elle Logan · Heidi Robbins · Katelin Snyder | 5:56,83      | Kanada Cristy Nurse · Lisa Roman · Rosanne Deboef · Natalie Mastracci · Susanne Grainger · Christine Roper · Ashley Brzozowicz · Lauren Wilkinson · Lesley Thompson-Willie | 5:59,66 | Chiny Zhang Dan · Guo Linlin · Yi Liqin · Gao Qiuqiu · Cui Xiaotong · Ju Rui · Zhang Min · Zhang Huan · Zhao Li | 6:00,52 |
| LW1x        | Eveline Peleman | 7:31,31      | Ekaterini Nikolaidu | 7:31,73 | Kathleen Bertko                                                                                                 | 7:33,97 |
| LW2x        | Nowa Zelandia Sophie Mackenzie · Julia Edward | 6:48,56 (WB) | Kanada Lindsay Jennerich · Patricia Obee | 6:50,41 | Chiny Huang Wenyi · Pan Dandan                                                                                  | 6:53,40 |
| LW4x        | Holandia Mirte Kraaijkamp · Elisabeth Wörner · Maaike Head · Ilse Paulis                                                                                             | 6:15,95 (WB) | Australia Laura Dunn · Sarah Pound · Maia Simmonds · Hannah Every-Hall | 6:19,54 | Niemcy Katrin Thoma · Judith Anlauf · Wiebke Hein · Leonie Pieper                                               | 6:22,79 |

### Osoby niepełnosprawne
| Konkurencja | Złoto                                                                              | Złoto   | Srebro                                                                                                  | Srebro  | Brąz                                                                                            | Brąz    |
| Konkurencja | Zawodnik                                                                           | Czas    | Zawodnik                                                                                                | Czas    | Zawodnik                                                                                        | Czas    |
| ASW1x       | Birgit Skarstein                                                                   | 5:22,12 | Moran Samuel                                                                                            | 5:33,86 | Ludmiła Wauczok                                                                                 | 5:39,10 |
| ASM1x       | Erik Horrie                                                                        | 4:50,68 | Tom Aggar                                                                                               | 4:53,41 | Aleksiej Czuwaszew                                                                              | 4:58,96 |
| TAMix2x     | Australia Gavin Bellis · Kathryn Ross                                              | 4:02,55 | Francja Perle Bouge · Stephane Tardieu                                                                  | 4:05,11 | Brazylia Josiane Lima · Michel Gomes Pessanha                                                   | 4:07,54 |
| LTAMix2x    | Ukraina Kateryna Morozowa · Dmytro Aleksiejew                                      | 3:28,39 | Australia Jeremy McGrath · Kathleen Murdoch                                                             | 3:35,26 | Francja Guylaine Marchand · Antonie Jesel                                                       | 3:36,47 |
| LTAMix4+    | Wielka Brytania Grace Clough · Pam Relph · Daniel Brown · James Fox · Oliver James | 3:20,45 | Stany Zjednoczone Jaclyn Smith · Richard Vandegrift · Zachary Burns · Danielle Hansen · Jennifer Sichel | 3:25,49 | Włochy Lucilla Aglioti · Valentina Grassi · Tommaso Schettino · Omar Airolo · Giuseppe Di Capua | 3:30,39 |

## Klasyfikacja medalowa
| Miejsce | Reprezentacja     | Złoto | Srebro | Brąz | Razem |
| ------- | ----------------- | ----- | ------ | ---- | ----- |
| 1.      | Nowa Zelandia     | 6     | 2      | 1    | 9     |
| 2.      | Wielka Brytania   | 4     | 4      | 2    | 10    |
| 3.      | Australia         | 2     | 3      | 3    | 8     |
| 3.      | Niemcy            | 2     | 3      | 3    | 8     |
| 5.      | Ukraina           | 2     | 0      | 0    | 2     |
| 6.      | Stany Zjednoczone | 1     | 4      | 2    | 7     |
| 7.      | Włochy            | 1     | 2      | 1    | 4     |
| 8.      | Grecja            | 1     | 1      | 0    | 2     |
| 9.      | Norwegia          | 1     | 0      | 1    | 2     |
| 9.      | Południowa Afryka | 1     | 0      | 1    | 2     |
| 9.      | Szwajcaria        | 1     | 0      | 1    | 2     |
| 12.     | Belgia            | 1     | 0      | 0    | 1     |
| 12.     | Chorwacja         | 1     | 0      | 0    | 1     |
| 12.     | Czechy            | 1     | 0      | 0    | 1     |
| 12.     | Dania             | 1     | 0      | 0    | 1     |
| 12.     | Holandia          | 1     | 0      | 0    | 1     |
| 17.     | Francja           | 0     | 3      | 1    | 4     |
| 18.     | Kanada            | 0     | 2      | 0    | 2     |
| 19.     | Chiny             | 0     | 1      | 5    | 6     |
| 20.     | Polska            | 0     | 1      | 1    | 2     |
| 21.     | Izrael            | 0     | 1      | 0    | 1     |
| 22.     | Białoruś          | 0     | 0      | 1    | 1     |
| 22.     | Brazylia          | 0     | 0      | 1    | 1     |
| 22.     | Kuba              | 0     | 0      | 1    | 1     |
| 22.     | Rosja             | 0     | 0      | 1    | 1     |
| 22.     | Turcja            | 0     | 0      | 1    | 1     |